# Hummelinckiolus parvus
Hummelinckiolus parvus – gatunek kosarza z podrzędu Laniatores i rodziny Samoidae. Jedyny znany współcześnie żyjący przedstawiciel rodzaju. Drugi gatunek znany wyłącznie ze skamieniałości w bursztynie.

## Występowanie
Gatunek jest endemiczny dla północnej części archipelagu Wysp Nawietrznych na Morzu Karaibskim.